# ペドロ・フィリペ・フィゲイレド・ロドリゲス
ペペ（Pêpê）ことペドロ・フィリペ・フィゲイレド・ロドリゲス（Pedro Filipe Figueiredo Rodrigues, 1997年5月20日 - ）は、ポルトガル・サトン出身のサッカー選手。ポジションはミッドフィールダー。

## 経歴
12歳よりSLベンフィカのユースチームに所属しており、2015年8月26日にはリザーブチームでの出場ではあるもののプロデビューを果たした。
2017年8月21日、GDエストリル・プライアに期限付き移籍した。
2018-19シーズンはヴィトーリアSCに期限付き移籍した。2019年7月16日には同クラブに完全移籍し、5年契約を結んだ。
2020年9月7日、オリンピアコスFCに5年契約で移籍した。
2021年2月、FCファマリカンにシーズン終了までの期限付き移籍した。
2023年8月21日、パフォスFCに期限付き移籍。2024年7月に完全移籍となった。